# Соціал-демократична партія Фінляндії
Соціал-демократична партія Фінляндії (фін. Suomen Sosialidemokraattinen Puolue; швед. Finlands Socialdemokratiska Parti) — фінська лівоцентристська політична партія заснована в 1899 році. Партія має 40 місць із 200 у парламенті Фінляндії і перебуває в урядовій коаліції. Партія має 2 місця із 14 виділених для Фінляндії у Європарламенті (входить до фракції Прогресивний альянс соціалістів і демократів).

## Історія
Партія заснована як Фінська робітнича партія (фін. Suomen Työväenpuolue) 1899 року. Назву змінили на нинішню 1903 року. Партія залишається головною у позапарламентському русі до введення загального виборчого права 1906 року, після чого найбільший відсоток від голосів склав 47 % 1916 року, коли партія забезпечила собі більшість у парламенті. Це був єдиний раз в історії Фінляндії, коли одна партія мала більшість у парламенті. Вона втратила свою більшість на виборах 1917 року, 1918 року почалося повстання, яке переросло у фінську громадянську війну.
Колишні члени СДПФ взяли участь у створенні Фінської соціалістичної робітничої республіки. Унаслідок війни більшість партійних лідерів на всіх рівнях загинула, потрапила до в'язниці або ж знайшли притулок у Радянській Росії. Проте, політична підтримка партії залишилася високою, а на виборах 1919 року партія, реорганізована Вяйньо Таннером, отримала близько 80 з 200 місць в парламенті. Деякі соціал-демократи заснували Комуністичну партію Фінляндії у Москві в 1918 році. Хоча комуністична партія була заборонена в Фінляндії до 1945 року, підтримка фінського робітничого класу на наступних виборів була поділена між соціал-демократами і організаціями, що діяли на комуністичному фронті.
Під час Другої світової війни партія грає центральну роль широкому коаліційному уряді. Партія була членом Соціалістичного Інтернаціоналу між 1923 і 1940 роками.

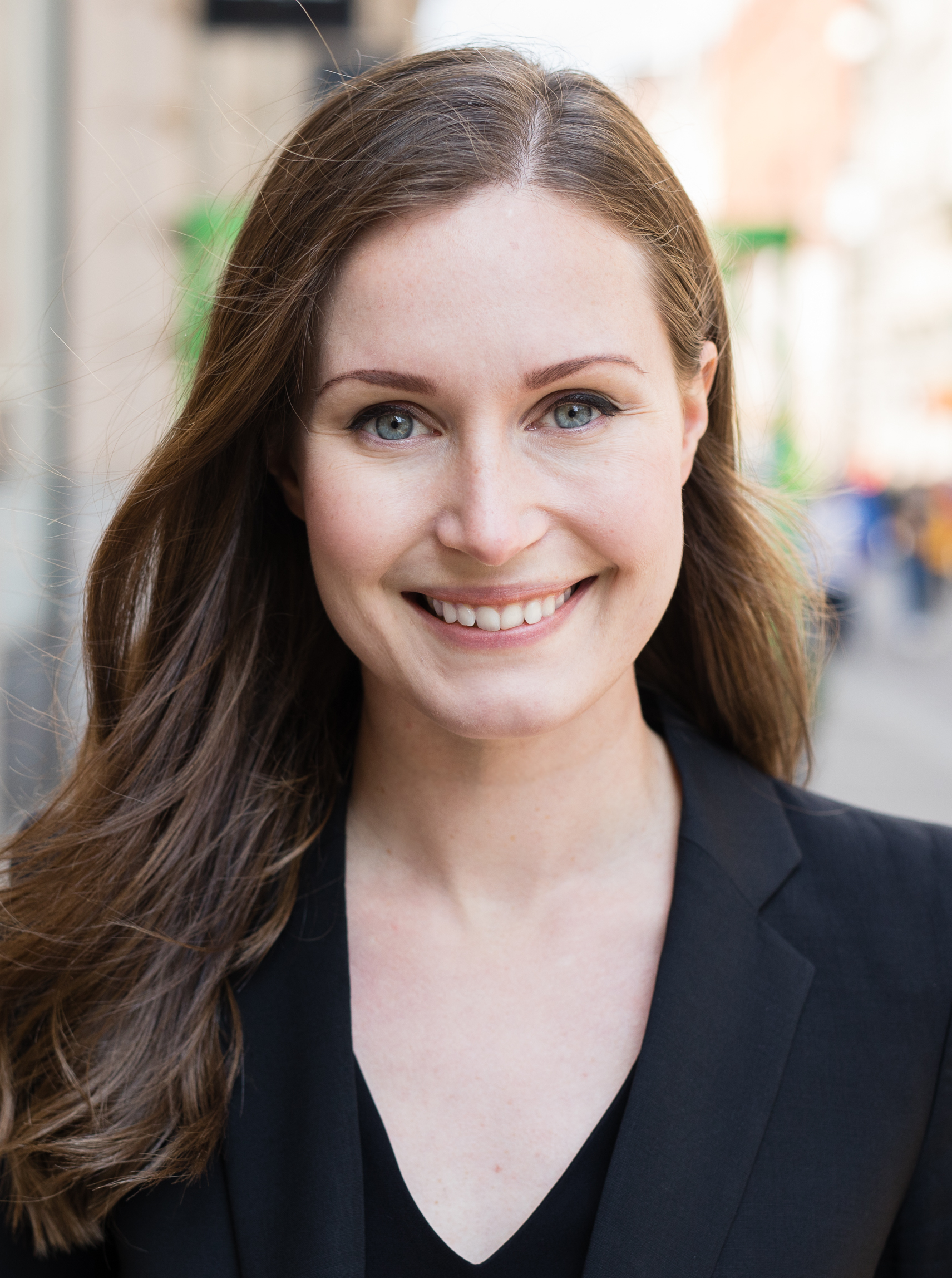
Лідер Соціал-демократичної партії Фінляндії Санна Марін

Після закінчення війни Комуністичній партії було дозволено працювати відкрито, і головною особливістю фінського політичного життя в період 1944—1949 була жорстка конкуренція між соціал-демократами і комуністами за виборців і контроль над профспілками. У цей час, політичне поле було поділене приблизно порівну між соціал-демократами, комуністами і аграрною лігою, кожна партія отримувала близько 25 % голосів. Через антикомуністичну діяльність, ЦРУ зі США фінансувало партію.
СДПФ очолювала уряд у 1956—1957 і 1958—1959 роках. Останній кабінет, однак, змушений піти у відставку у зв'язку з тиском СРСР, що призвело до серії урядів аграрної ліги. Тільки в 1966 році, СДПФ була в змозі задовольнити Радянський Союз і повернутися до уряду. З тих пір, СДПФ була представлена в більшості фінських урядів, часто співпрацюючи з Центристською партією (колишня Аграрна ліга) та іноді з Національною коаліційною партією.
Прем'єр-міністр Ліппонен очолював уряд у 1995—2003 роках. За цей час партія прийняла свою поточну проєвропейську лінію та брала активну участь у встановленні фінського членства в Європейському Союзі 1995 року спільно з Кабінетом міністрів.

## Результати виборів
| Рік  | Депутати | Голосів | Голосів | Місце |
| ---- | -------- | ------- | ------- | ----- |
| 1907 | 80       | 329 946 | 37,03 % | 1     |
| 1908 | 83       | 310 826 | 38,40 % | 1     |
| 1909 | 84       | 337 685 | 39,89 % | 1     |
| 1910 | 86       | 316 951 | 40,04 % | 1     |
| 1911 | 86       | 321 201 | 40,03 % | 1     |
| 1913 | 90       | 312 214 | 43,11 % | 1     |
| 1916 | 103      | 376 030 | 47,29 % | 1     |
| 1917 | 92       | 444 670 | 44,79 % | 1     |
| 1919 | 80       | 365 046 | 37,98 % | 1     |
| 1922 | 53       | 216 861 | 25,06 % | 1     |
| 1924 | 60       | 255 068 | 29,02 % | 1     |
| 1927 | 60       | 257 572 | 28,30 % | 1     |
| 1929 | 59       | 260 254 | 27,36 % | 2     |
| 1930 | 66       | 386 026 | 34,16 % | 1     |
| 1933 | 78       | 413 551 | 37,33 % | 1     |
| 1936 | 83       | 452 751 | 38,59 % | 1     |
| 1939 | 85       | 515 980 | 39,77 % | 1     |
| 1945 | 50       | 425 948 | 25,08 % | 1     |

| Рік  | Депутати | Голосів | Голосів | Місце |
| ---- | -------- | ------- | ------- | ----- |
| 1948 | 54       | 494 719 | 26,32 % | 2     |
| 1951 | 53       | 480 754 | 26,52 % | 1     |
| 1954 | 54       | 527 094 | 26,25 % | 1     |
| 1958 | 48       | 449 536 | 23,12 % | 2     |
| 1962 | 38       | 448 930 | 19,50 % | 3     |
| 1966 | 55       | 645 339 | 27,23 % | 1     |
| 1970 | 52       | 594 185 | 23,43 % | 1     |
| 1972 | 55       | 664 724 | 25,78 % | 1     |
| 1975 | 54       | 683 590 | 24,86 % | 1     |
| 1979 | 52       | 691 512 | 23,89 % | 1     |
| 1983 | 57       | 795 953 | 26,71 % | 1     |
| 1987 | 56       | 695 331 | 24,14 % | 1     |
| 1991 | 48       | 603 080 | 22,12 % | 2     |
| 1995 | 63       | 785 637 | 28,25 % | 1     |
| 1999 | 51       | 612 963 | 22,86 % | 1     |
| 2003 | 53       | 683 223 | 24,47 % | 2     |
| 2007 | 45       | 594 194 | 21,44 % | 3     |
| 2011 | 42       | 561 049 | 19,1 %  | 2     |
| 2015 | 34       | 490,102 | 16.51 % | 4     |
| 2019 | 40       | 546,471 | 17.73 % | 1     |

| Рік  | Радники | Голосів | Голосів |
| ---- | ------- | ------- | ------- |
| 1945 | 2 100   | 265 689 |         |
| 1950 |         | 377 294 | 25,05 % |
| 1953 |         | 449 251 | 25,53 % |
| 1956 |         | 424 977 | 25,42 % |
| 1960 | 2 261   | 414 175 | 21,10 % |
| 1964 | 2 543   | 530 878 | 24,75 % |
| 1968 | 2 351   | 540 450 | 23,86 % |
| 1972 | 2 533   | 676 387 | 27,05 % |
| 1976 | 2 735   | 665 632 | 24,82 % |
| 1980 | 2 820   | 699 280 | 25,50 % |
| 1984 | 2 830   | 666 218 | 24,70 % |
| 1988 | 2 866   | 663 692 | 25,23 % |
| 1992 | 3 130   | 721 310 | 27,08 % |
| 1996 | 2 742   | 583 623 | 24,55 % |
| 2000 | 2 559   | 511 370 | 22,99 % |
| 2004 | 2 585   | 575 822 | 24,11 % |
| 2008 | 2 066   | 541 187 | 21,23 % |
| 2012 | 1 729   | 487,924 | 19.57 % |
| 2017 | 1 697   | 498,252 | 19.38 % |
| 2021 | 1 449   | 433,008 | 17,7 %  |

| Рік  | Депутати Європарламенту | Голосів | Голосів |
| ---- | ----------------------- | ------- | ------- |
| 1996 | 4                       | 482 577 | 21,45 % |
| 1999 | 3                       | 221 836 | 17,86 % |
| 2004 | 3                       | 350 525 | 21,16 % |
| 2009 | 2                       | 292 051 | 17,54 % |
| 2014 | 2                       | 212,211 | 12.30 % |
| 2019 | 2                       | 267,342 | 14.62 % |

| непрямі | непрямі                | непрямі | непрямі   | непрямі |
| Рік     | Кандидат               | Виборці | Голосів   | Голосів |
| ------- | ---------------------- | ------- | --------- | ------- |
| 1925    | Вяйньо Таннер          | 79      | 165 091   | 26,6 %  |
| 1931    | Вяйньо Таннер          | 90      | 252 550   | 30,2 %  |
| 1937    |                        | 95      | 341 408   | 30,7 %  |
| 1950    |                        | 64      | 343 828   | 21,8 %  |
| 1956    | Карл-Август Фагерхольм | 72      | 442 408   | 23,3 %  |
| 1962    | Рафаель Паас           | 36      | 289 366   | 13,1 %  |
| 1968    | Урхо Кекконен          | 55      | 315 068   | 15,46 % |
| 1978    | Урхо Кекконен          | 74      | 569 154   | 23,2 %  |
| 1982    | Мауно Койвісто         | 144     | 1 370 314 | 43,1 %  |
| 1988    | Мауно Койвісто         | 128     | 1 175 209 | 39,36 % |

| прямі | прямі            | прямі                   | прямі             |           |
| Рік   | Кандидат         | Голосів                 | Голосів           | Результат |
| ----- | ---------------- | ----------------------- | ----------------- | --------- |
| 1988  | Мауно Койвісто   | 1 513 234               | 48,90 %           | Перемога  |
| 1994  | Мартті Агтісаарі | 1 828 038 2 1 723 485   | 1 25,9 % 2 53,9 % | Перемога  |
| 2000  | Тар'я Галонен    | 1 1 224 431 2 1 644 532 | 1 40,0 % 2 51,6 % | Перемога  |
| 2006  | Тар'я Галонен    | 1 1 397 030 2 1 630 980 | 1 46,3 % 2 51,8 % | Перемога  |
| 2012  | Пааво Ліппонен   | 205,020                 | 6,70 %            | Програш   |
| 2018  | Туула Хаатайнен  | 97,294                  | 3.25 %            | Програш   |